# Someday (Flipsyde)
Someday è il singolo di debutto dei Flipsyde, pubblicato nel 2005.

## Tracce
1. Someday – 4:03 (Steve Knight)
2. Someday (versione acustica) – 4:19 (Steve Knight)
3. Ya Understand Me? – 4:09 (Steve Knight)
4. Someday (video)

## Formazione
Cast artistico
- Piper - voce
- Steve Knight - chitarra acustica, voce
- Dave Lopez - chitarra acustica, chitarra elettrica, chitarra solista

Cast tecnico
- Martin Kierszenbaum - A&R
- Michael Urbano - arrangiamenti, produzione
- Reto Peter - ingegneria del suono, co-produzione
- Mark "Spike" Stent - missaggio